# Borgentreich
Borgentreich is een stad en gemeente in de Duitse deelstaat Noordrijn-Westfalen, gelegen in de Kreis Höxter. De gemeente telt 8.501 inwoners (31 december 2020) op een oppervlakte van 138,76 km². Naburige steden zijn onder andere Bad Driburg, Beverungen en Brakel.

## Geografie, infrastructuur
Borgentreich ligt aan de Bundesstraße 241, halverwege Warburg in het zuidwesten en Beverungen in het noordoosten. De afstand tot beide plaatsen is circa 15 kilometer. De gemeente ligt in een landbouwgebied, de Warburger Börde. Alleen in het noorden van de gemeente is enig bos te vinden.

### Buurgemeenten
- In het noorden: Beverungen (Kreis Höxter)
- In het noordoosten: Bad Karlshafen
- In het oosten: Trendelburg
- In het zuidoosten: Liebenau (alle drie in de Landkreis Kassel, deelstaat Hessen)
- In het zuiden: Warburg
- In het westen: Willebadessen
- In het noordwesten: Brakel.

## Plaatsen in de gemeente Borgentreich

Ligging der stadsdelen van Borgentreich

- Borgentreich, circa 2.500 inwoners
- Borgholz, circa 1.000 inwoners
- Bühne, circa 1.200 inwoners
- Drankhausen
- Großeneder
- Körbecke
- Lütgeneder
- Manrode
- Muddenhagen
- Natingen
- Natzungen
- Rösebeck

Alle stadsdelen zijn op Borgentreich zelf na, dat een oud stadje is, kleine dorpen, meest met minder dan duizend inwoners.

## Economie
In de periode vanaf 1835 werd in het zuiden van de gemeente basalt gedolven voor de wegenbouw.
De gemeente Borgentreich ligt in de Warburger Börde, een streek, gekenmerkt door een door een hier en daar wel tot 10 meter dikke, tijdens de laatste ijstijden afgezette, laag löss. Hierdoor is het altijd een aan bos en bomen arme, vruchtbare landbouwstreek gebleven. Tot op heden is de akkerbouw de belangrijkste bron van bestaan in de gemeente. Daarnaast is er tamelijk veel midden- en kleinbedrijf van uitsluitend plaatselijk of regionaal belang. 

## Geschiedenis
Zie ook Großeneder.
Borgentreich, en ook Borgholz, waarvan de landheer in 1290 de bouw van stadsommuringen toestond,  behoorden in de middeleeuwen tot het Prinsbisdom Paderborn en waren aan het eind van de 13e eeuw kleine stadjes. Troepen van Christiaan van Brunswijk-Wolfenbüttel hebben in 1622, tijdens de Dertigjarige Oorlog, namens de protestantse coalitie diverse plaatsen in de gemeente Borgentreich, waaronder Borgholz, Großeneder en Lützeneder, tijdelijk veroverd en daarbij  verwoest. De stadsarchieven van Borgholz zijn daarbij ook verloren gegaan, en Borgholz verviel in de eeuwen daarna terug tot een boerendorp. 
Tijdens de Zevenjarige Oorlog (1756-1763) hadden met name de zuidelijke dorpen in de gemeente veel te lijden van bezettingen en plunderingen door troepen van beide strijdende partijen voor, tijdens en na de Slag bij Warburg (31 juli 1760), die dicht bij het gemeentegebied werd uitgevochten.
In 1806 vond een stadsbrand plaats waarbij vrijwel de gehele stad afbrandde.
Na de Napoleontische tijd kwam het in het Koninkrijk Pruisen en vanaf 1871 in het Duitse Keizerrijk te liggen. Aan het eind van de Tweede Wereldoorlog is het grootste deel van Borgentreich tot de grond toe afgebrand, maar korte tijd na de oorlog weer opgebouwd.
Tot 1990 stond er een grote kazerne van de Bundeswehr in het stadje, die daarna de functie van asielzoerkerscentrum heeft gekregen.

## Bezienswaardigheden
- Borgentreich presenteert zich sedert 2012 als Orgelstadt. Er staat een belangrijk, aan kerkorgels gewijd, museum. Dit Orgelmuseum Borgentreich is gevestigd in het voormalige stadhuis, in het centrum van Borgentreich.
- De in 1836 herbouwde Johannes-de-Doperkerk (met grotendeels laat-barok interieur) bevat een tussen 1630 en 1730 gebouwd barok orgel. Het is in de 19e eeuw overgenomen van de kerk van het voormalige klooster van Dalheim (Lichtenau). Dit orgel wordt kunsthistorisch beschouwd als één der belangrijkste van geheel Noordrijn-Westfalen.

## Afbeeldingen

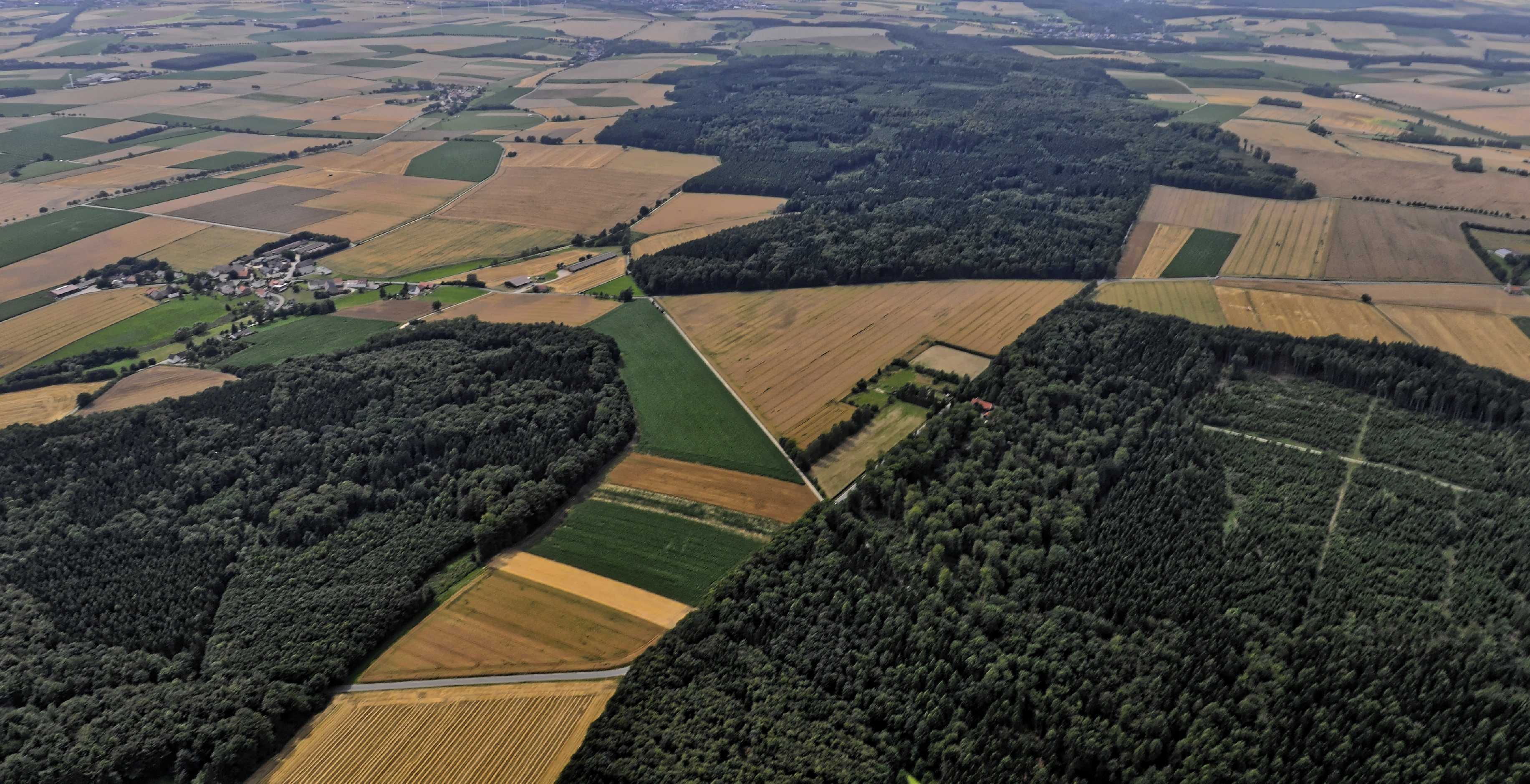
Het gehucht Drankhausen (links)
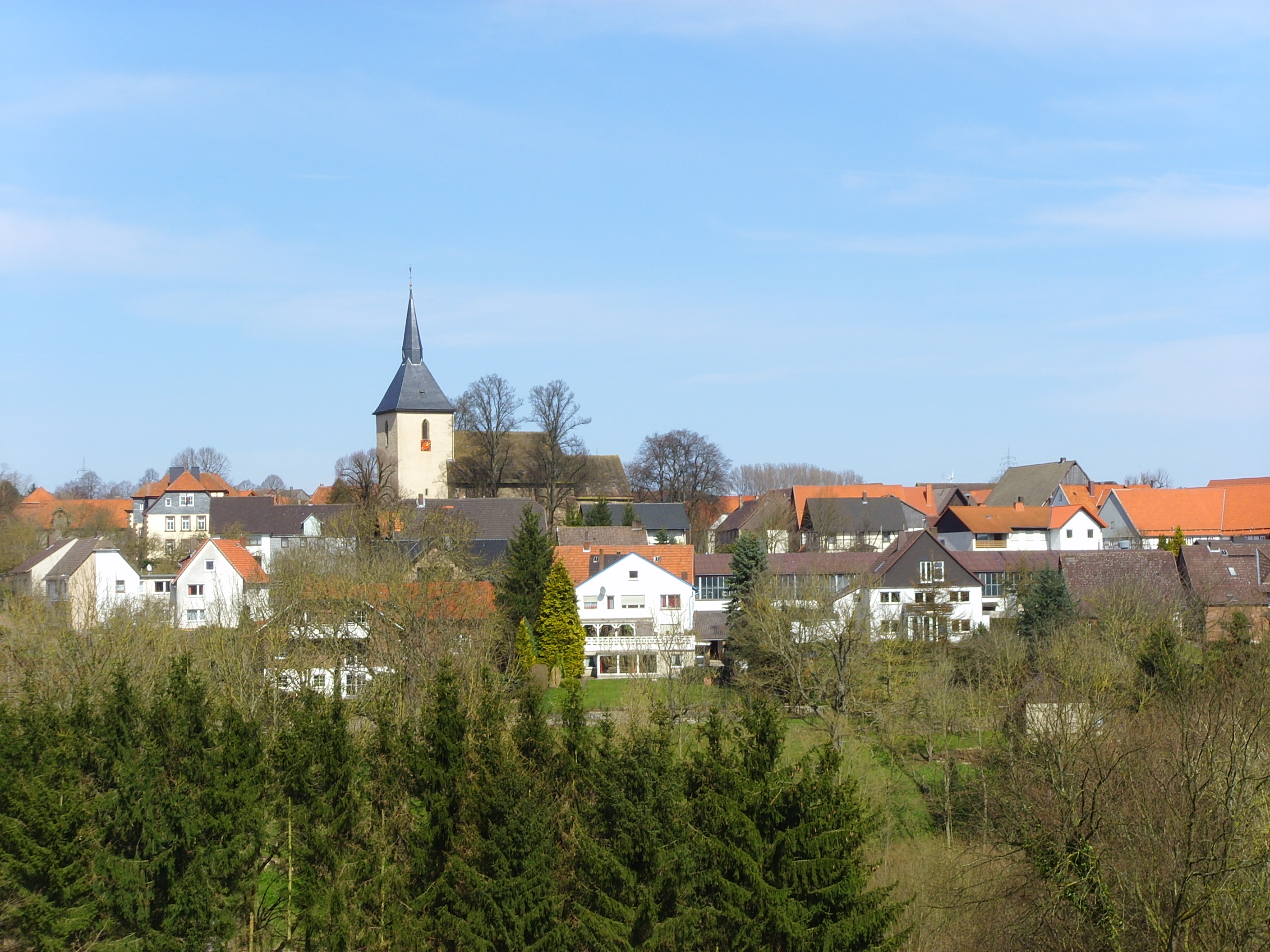
Borgholz
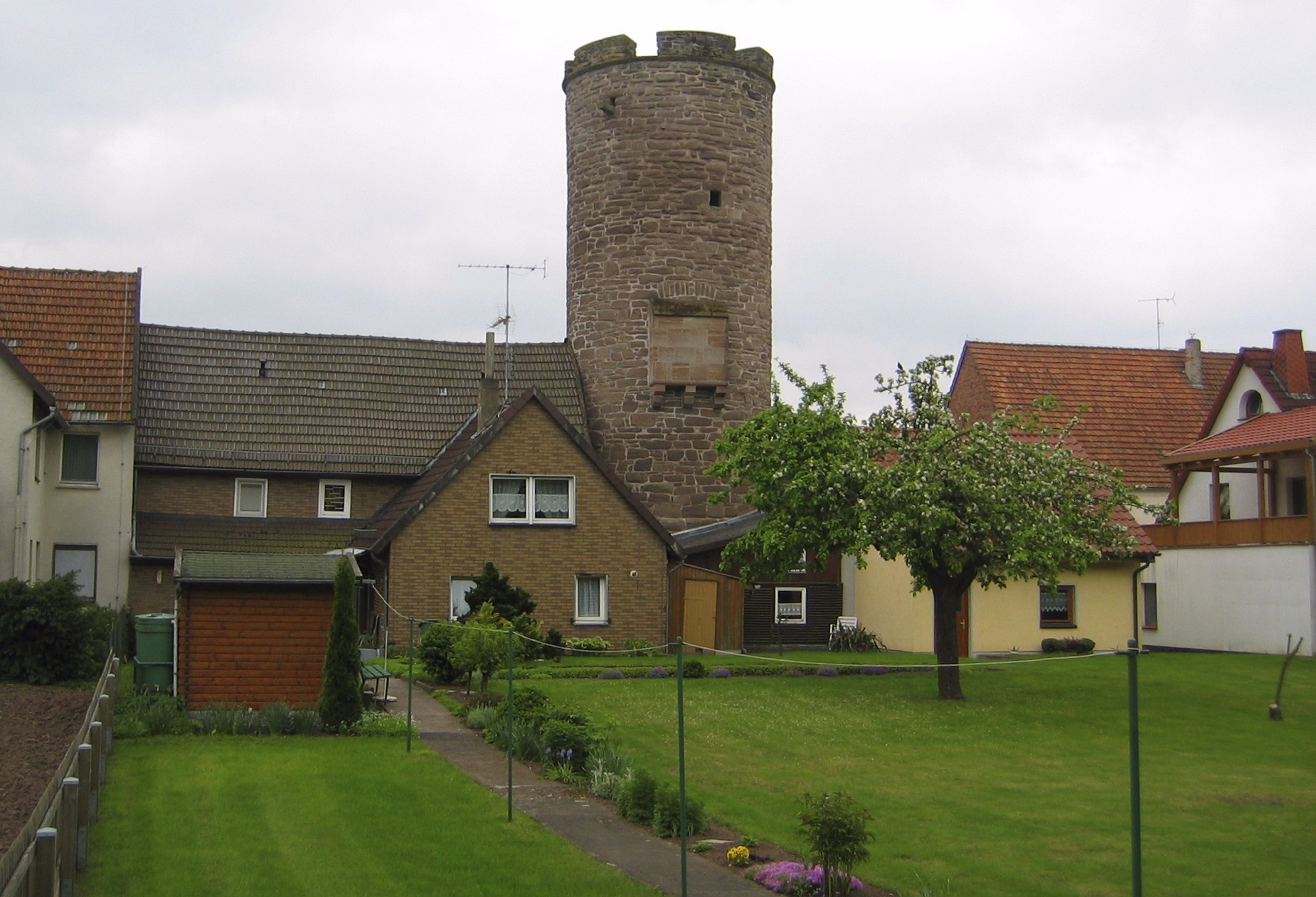
De Balkenturm[2] te Borgentreich
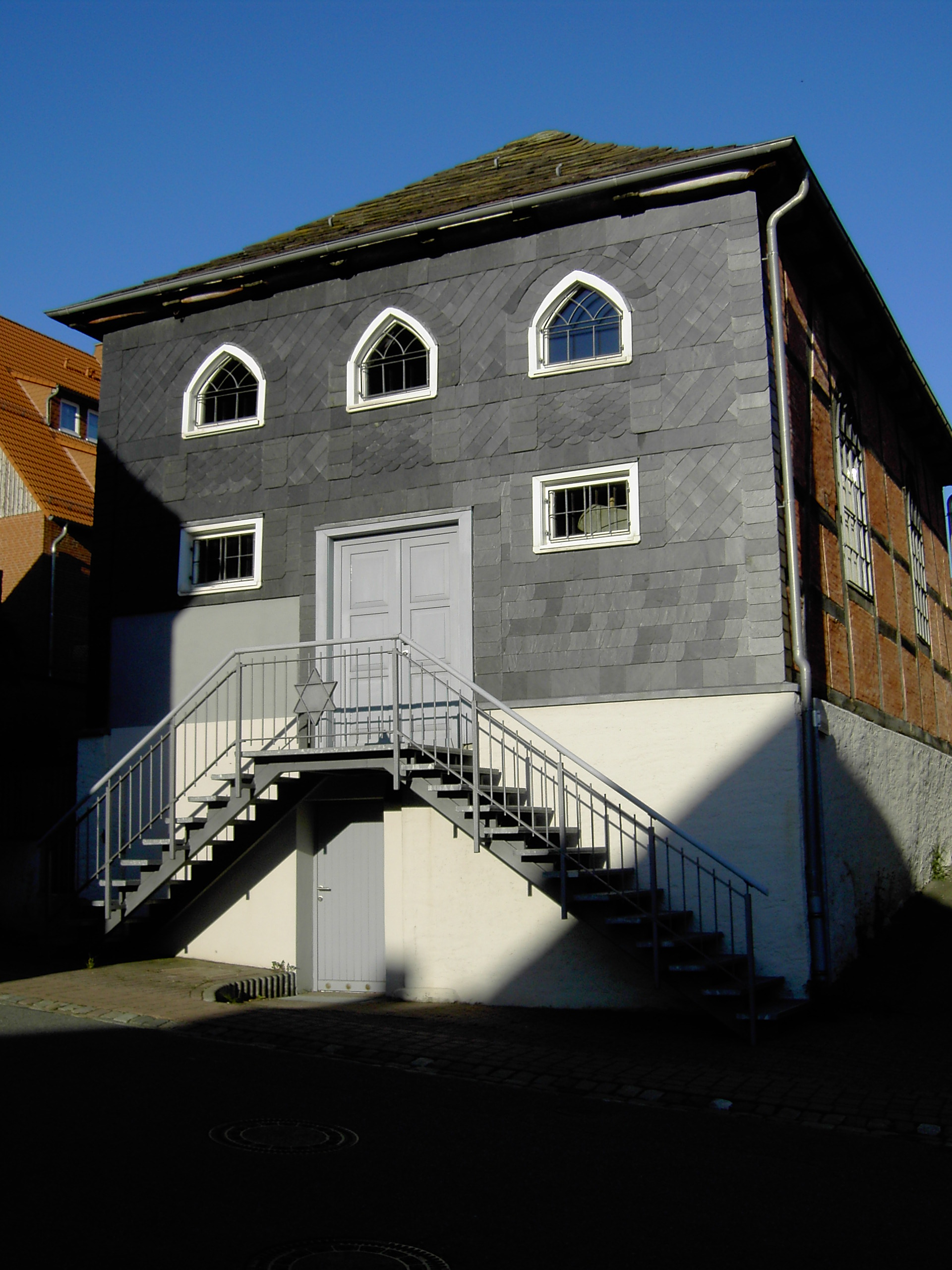
De synagoge te Borgholz
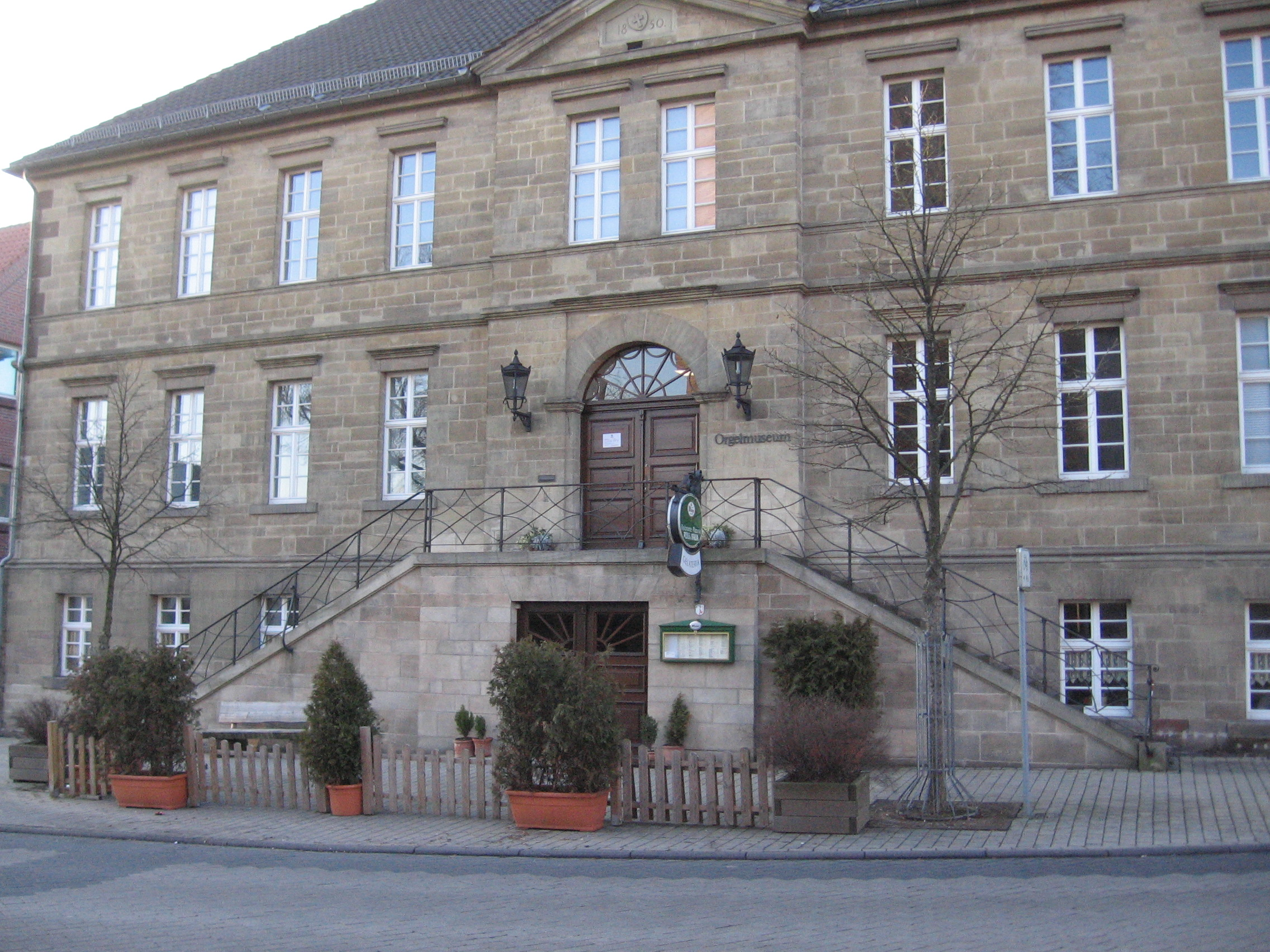
Het orgelmuseum te Borgentreich
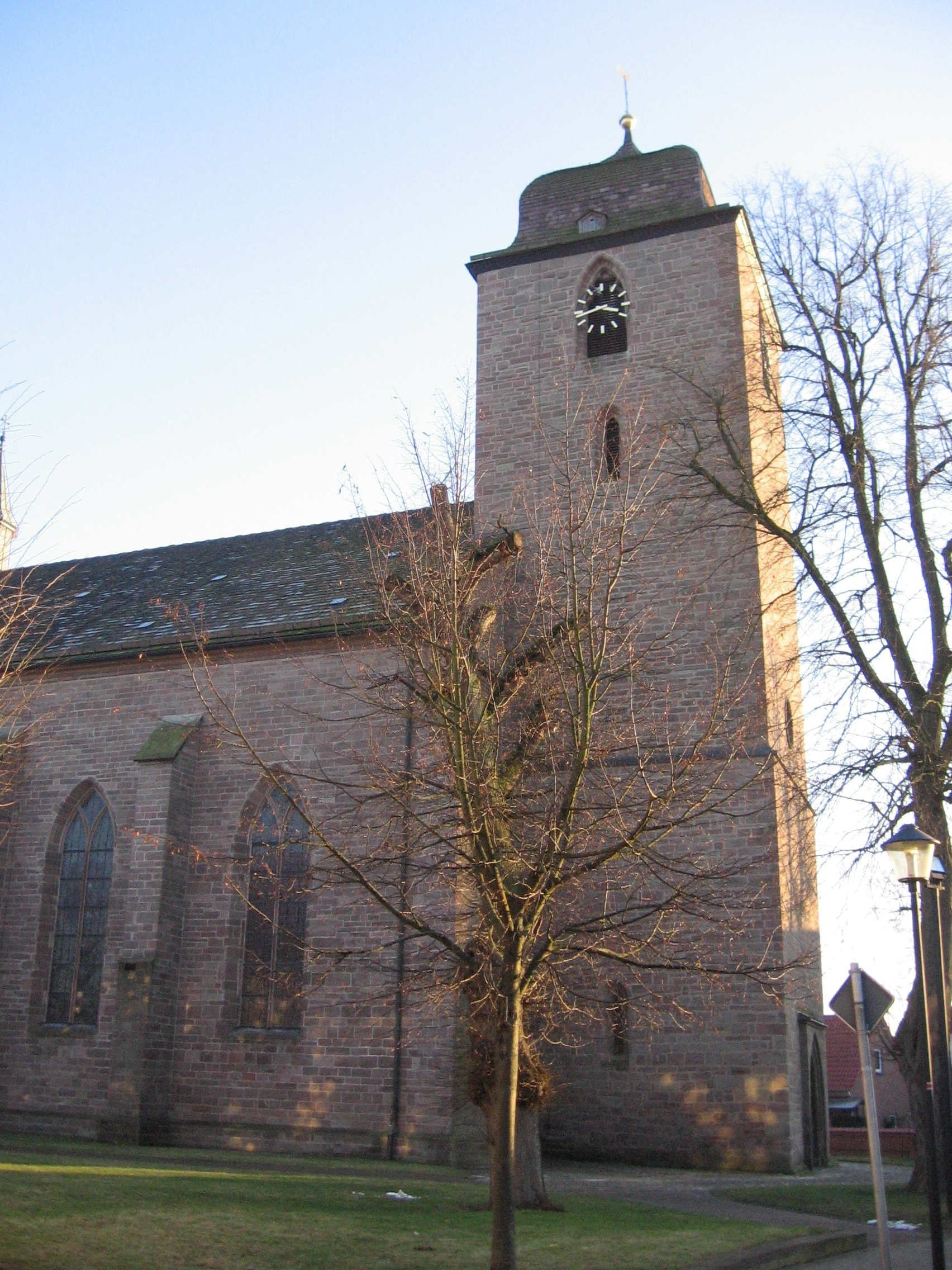
De r.-k. Johannes-de-Doperkerk te Borgentreich, waarin een beroemd orgel staat
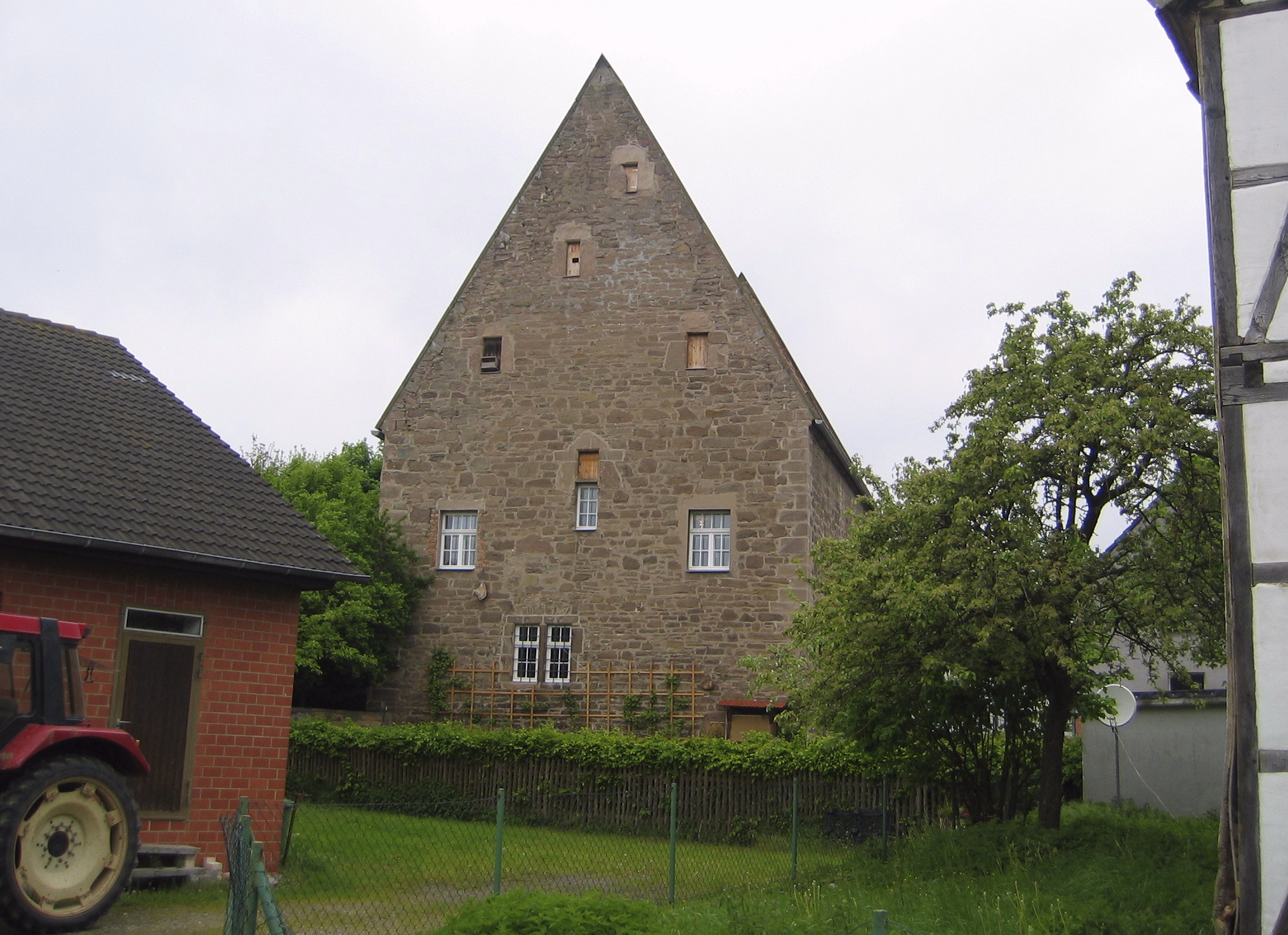
Het Stenen Huis (tiendschuur van een cisterciënzerklooster, gebouwd rond 1300)

## Partnergemeente
Er bestaat sedert 1986 een jumelage met de Franse gemeente Rue.
Bad Driburg · Beverungen · Borgentreich · Brakel · Höxter · Marienmünster · Nieheim · Steinheim · Warburg · Willebadessen